# 行星間閃爍陣列

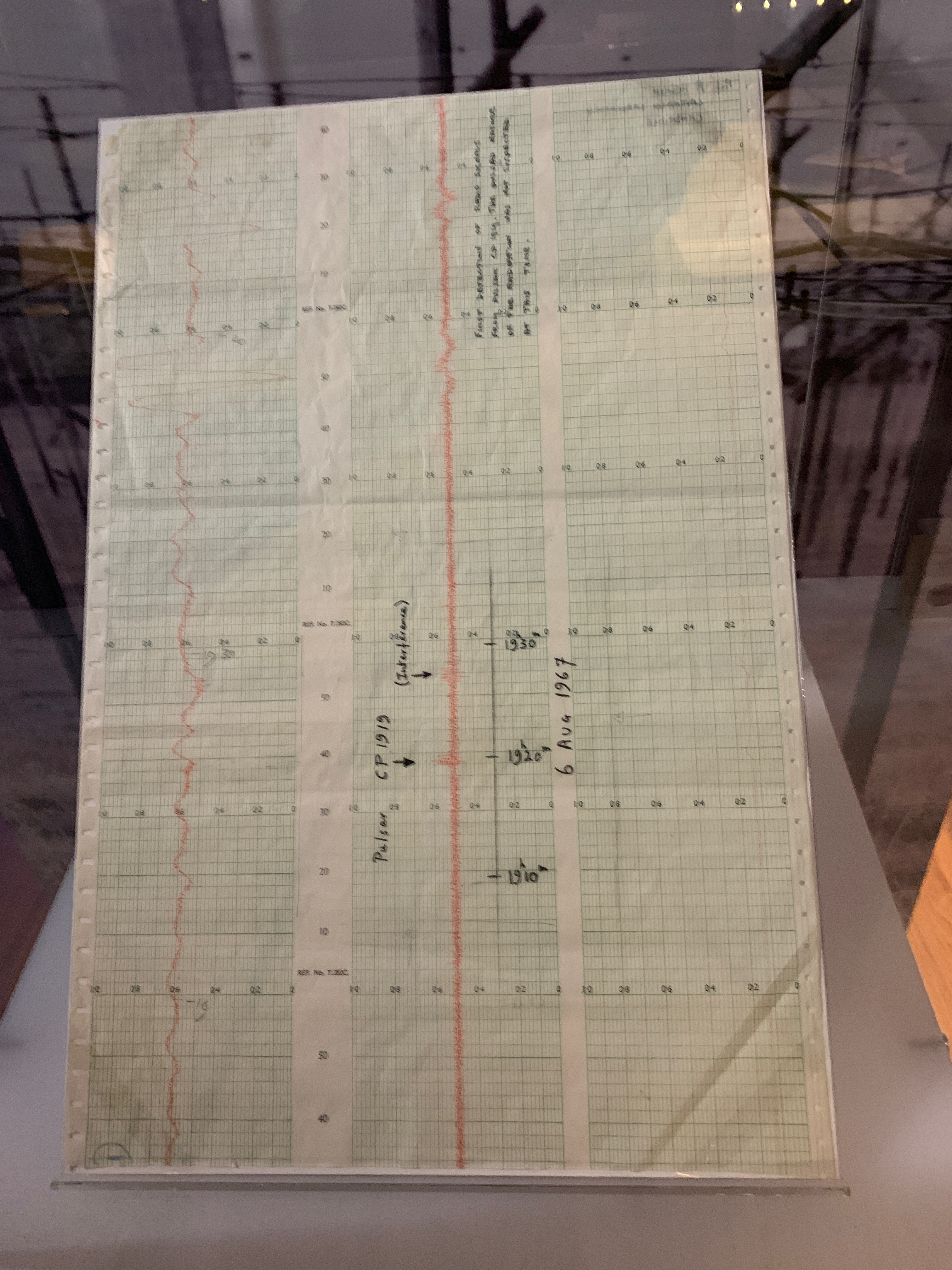
約瑟琳·貝爾·伯奈爾首次發現脈衝星證據的圖表，隨後該天體被命名為PSR B1919+21（在劍橋大學圖書館展出）。

行星間閃爍陣列（Interplanetary Scintillation Array，也稱為IPS陣列或 脈衝星陣列）是一架電波望遠鏡。它位於英國劍橋的馬拉德無線電天文台，於1967年建成，由卡文迪許天體物理學小組操作。這架儀器最初占地4英畝（16,000平方米）。1978年擴建至9英畝，並於1989年進行了翻新
這個陣列由相控陣中的4096個偶極子天線組成，在81.5MHz（3.7米波長）的頻率下工作。它使用14束光束，可以在一天內繪制出北方天空的地圖。因為割草機無法放置在空間內，天文台工作人員使用綿羊清除天線陣列中的草。
安東尼·休伊什設計了IPS陣列來量測無線電源的高頻波動，最初用於監測行星際閃爍。由於陣列的高時間分辯率，約瑟琳·貝爾 在1967年探測到了脈衝星，使休伊什在1974年獲得了諾貝爾獎 。
IPS陣列最近被用於跟踪和幫助預測行星際天氣，特別是監測太陽風。它現在基本上已經退役，並失去了相當一部分面積。